# Petr Poledník
Petr Poledník (* 13. listopadu 1951) je český právník a dlouholetý funkcionář České advokátní komory.
Od roku 1979 působí jako advokát. V letech 2005 až 2019 byl místopředsedou ČAK, pověřený dohledem nad činností pobočky ČAK v Brně. Jako advokát zastupoval mj. i katalogové firmy, pracoval také jako rozhodce ve sporech splátkových firem s dlužníky. Je také členem Slovenské advokátní komory.
V březnu 2022 jej prezident Miloš Zeman navrhl jako kandidáta na funkci ústavního soudce. Senát však jeho nominaci neschválil.